# Maarten van Trijp
Maarten van Trijp (Bergen op Zoom, 6 d'octubre de 1993) és un ciclista holandès professional des del 2016 i actualment a l'equip Metec-TKH.

## Palmarès
- 2010
  - Vencedor d'una etapa etapa de la Volta a la Província d'Anvers
- 2011
  - 1r al Gran Premi Bati-Metallo
  - Vencedor d'una etapa de la Volta a la Baixa Saxònia júnior
- 2013
  - Vencedor d'una etapa del Tour de Gironda
- 2016
  - 1r a l'Arno Wallaard Memorial
- 2017
  - 1r a la Dorpenomloop Rucphen
  - 1r al Circuit de Valònia
- 2018
  - 1r a la Ster van Zwolle
  - Vencedor d'una etapa etapa a la Volta a Sèrbia